# All I've Got to Do
"All I've Got to Do" é uma canção escrita por John Lennon (creditada a Lennon/McCartney) e lançada pelos Beatles em seu segundo álbum no Reino Unido, With the Beatles.

## Inspiração
Lennon disse que tentou fazer ao ao estilo Smokey Robinson novamente. O crítico de música britânico Ian MacDonald comparou a canção a "You Can Depend on Me" do the Miracles. O crítico Richie Unterberger da All Music Guide disse que ela soava a Robinson e também a Arthur Alexander.
É uma das três canções que John Lennon escreveu sozinho, sem McCartney, para o With the Beatles, as outras duas foram: "It Won't Be Long" e "Not a Second Time." Lennon disse que a escreveu especialmente para o mercado americano.

## Gravação
Os Beatles gravaram a canção em uma única sessão em 11 de setembro de 1963 em 14 takes com um overdub, take 15. O take master foi o 15.  Ela foi mixada para mono em 30 de setembro e para estéreo em 29 de outubro.
Embora Steve Turner diga que a canção foi escrita em 1961, MacDonald diz que a canção nunca esteve no repertório ao vivo dos Beatles, o que explica o porquê de 8 de 14 takes estarem incompletos: a banda não estava familiarizada com a canção.

## Lançamento
- Reino Unido: With the Beatles
- Estados Unidos: Meet the Beatles!
- Brasil: Beatlemania

## Creditos
- John Lennon — vocal principal, guitarra acústica
- Paul McCartney — harmonização vocal, baixo
- George Harrison  — harmonização vocal, guitarra solo
- Ringo Starr  — bateria